# Docalidia uberia
Docalidia uberia är en insektsart som beskrevs av Nielson 1979. Docalidia uberia ingår i släktet Docalidia och familjen dvärgstritar. Inga underarter finns listade i Catalogue of Life.